# シャロン平野
シャロン平野（シャロンへいや、英語: Sharon Plain、ヘブライ語: השרון）は、シャロンの野または単にシャロンとも呼ばれ、イスラエルの地中海と海岸平野で、北はハイファから南はテルアビブまで広がっている。

## 概要
シャロン平野はイスラエルの地中海とサマリア山地に挟まれた幅15kmの海岸平野で、北はハイファのカルメル山から南はテルアビブのヤルコン川までの長さ90kmを指す。旧約聖書に「シャロンの野」または単に「シャロン」とも呼ばれて登場する。（歴代誌上5:16、27:29、イザヤ書33:9、35:2、65:10）　有名な「シャロンのばら」という言葉でも知られている。（雅歌2:1）
肥沃な土地で、昔も多くの人々が住んでいただけでなく、20世紀にはシオニズム運動で帰還した人々が初めて住んだ地域で、現在でもイスラエルで一番人口密度が高い地域である。テルアビブ、ハイファ以外に、ヤッフォ、ネタニヤ、カイサリアなどの都市がある。また、渋抜きしたイスラエル産の柿は欧米では「シャロン・フルーツ」と呼ばれている 。